# チェロアンサンブル

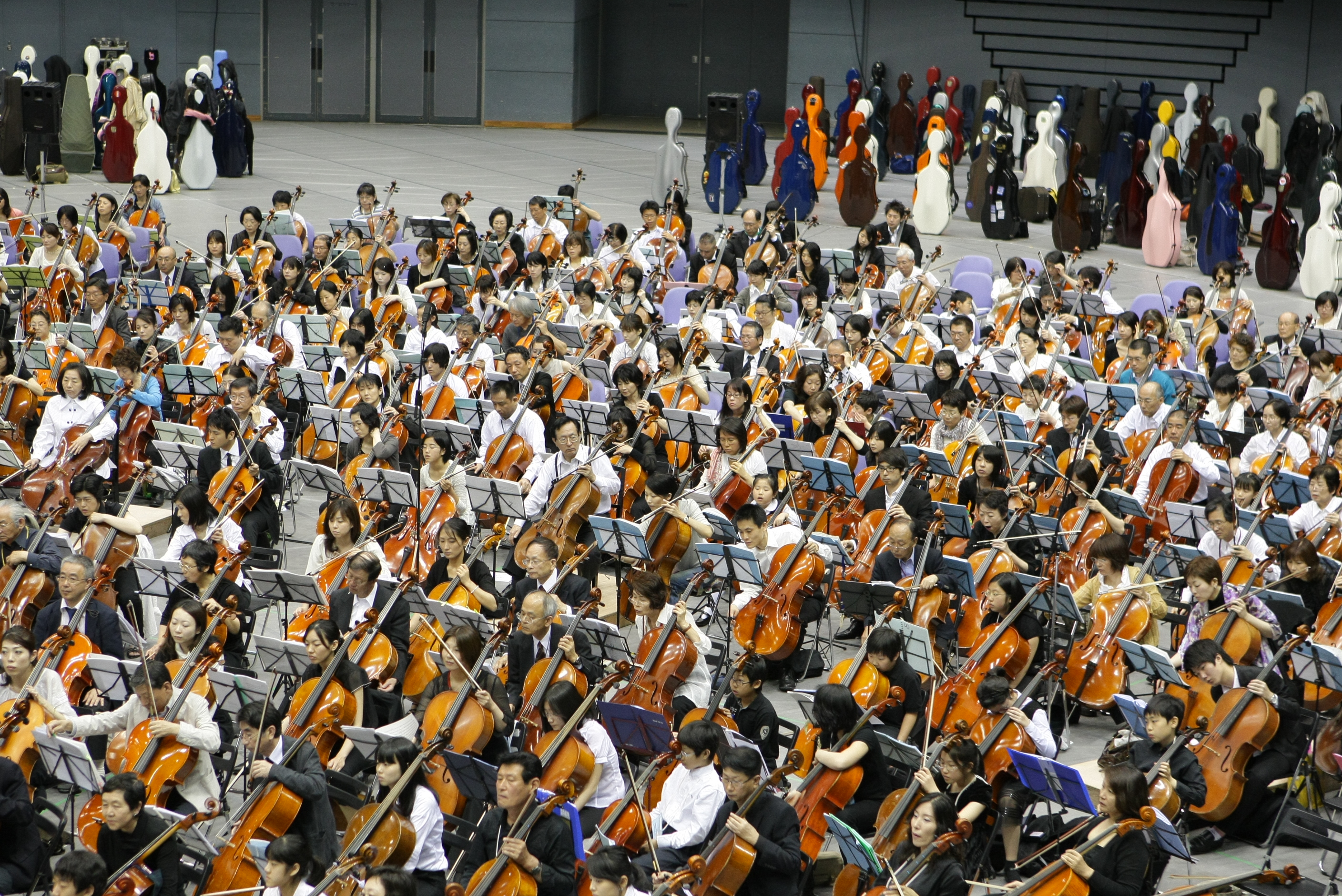
2010年に開催された第4回1000人のチェロコンサート

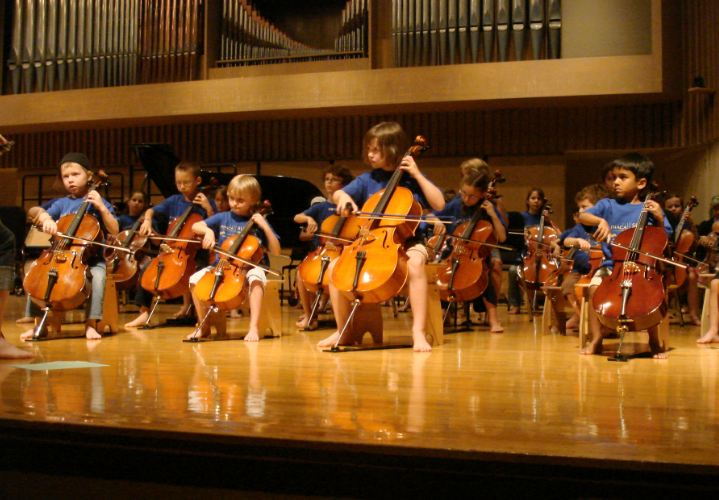
子供たちによるチェロアンサンブル

チェロアンサンブル (Cello Ensemble) は、チェロによる合奏、または合奏を行う小編成のオーケストラのこと。
チェロアンサンブルは通常のオーケストラと違い、チェロのみで演奏を行う。2台から10台程度で演奏される事が多い。チェロにはモダンチェロ、バロックチェロ、チェロピッコロなどの種類があるが、通常はモダンチェロが使用される。種類の違うチェロを意図的に混成させ演奏することは通常無い。ビアノ伴奏など入る事もあるがチェロだけで演奏される事が殆どである。固定した編成としてはチェロだけの四重奏や八重奏が代表的である。これはチェロが他の弦楽器と比較して、表現できる音域が広いことに由来している。
比較的難易度の低いパートを設ける事で、未熟な演奏者であっても、力量のある他の演奏者と一緒に同じ曲を演奏できるというメリットもある。

## 特殊な事例
- NPO国際チェロアンサンブル協会は、数年に1度1000人のチェロ・コンサートと題して演奏会を開催している。パート数は15前後におよぶ。元々は阪神淡路大震災の追悼の意味で始めれ、第3回の演奏会ではムスティスラフ・ロストロポーヴィチ、大友直人指揮のもと、海外からも参加者1069人が集まった。第4回は2010年5月に広島で開催された。
- 極めて特殊な事例であるが、ヘヴィメタルの領域でアポカリプティカというバンドは、チェロ数人とドラム、エレキギターなどを用いて、クラシックやロックのカバー曲を演奏するというスタイルを取っている。

## 主な作品
- ダヴィッド・フンク - 組曲 ニ長調（7人）
- アントニーン・レイハ - 三重奏曲 変ホ長調 （3人）
- フランツ・ラハナー - 悲歌 嬰ヘ短調 作品160（5人）
- ジャック・オッフェンバック - マイアベーアの歌劇「悪魔のロベール」の回想（6人）、アダージョ（4人）、スケルツォ（4人）
- ゲオルク・エドゥアルド・ゴルターマン - 2つのサロン風小品 作品53（4人）
- フリードリヒ・グリュッツマッハー - 聖歌 作品65（4人）
- ユリウス・クレンゲル - 変奏曲 作品15（4人）、4つの小品 作品33（4人）、2つの小品 作品5（4人）、讃歌（12人）
- ジョゼフ・ジョンゲン - 2つの小品（4人）
- パブロ・カザルス - サルダーラ（8ﾊﾟｰﾄ32人以上）、東方の三賢人（6人以上）
- エイトル・ヴィラ＝ロボス - ブラジル風バッハ第1番（8人）、第5番（ソプラノ+8人のチェロ）
- マリー・ダール - 6つの小品（4人）
- ジョヴァンニ・ソッリマ - ヴィオロンセル・ヴィブレ！（チェロよ歌え!!）（弦楽合奏＋2人）
- ジャン・フランセ - オーバード（朝の歌）（12人）
- ヤニス・クセナキス - ヴィンドゥンゲン（12人）
- アルヴォ・ペルト - フラトレス（12人）
- 鈴木輝昭 - ディヴェルティメント（8~16人）